# Thiên hoàng Shirakawa
Thiên hoàng Bạch Hà (白河天皇 (Bạch Hà Thiên hoàng)/ しらかわ てんのう Shirakawa- Tenno, 7 tháng 7, 1053 – 24 tháng 7, 1129), là vị Thiên hoàng thứ 72 của Nhật Bản theo danh sách kế thừa truyền thống. Biệt xưng Lục Điều Đế (六条帝).
Triều đại của Bạch Hà của kéo dài từ 1073 đến 1087

## Tường thuật truyền thống
Trước khi lên ngôi, ông có tên cá nhân của mình (imina) là Sadahito-shinnō (貞仁親王さだひと; Trinh Nhân Thân vương). 
Ông là con trai cả của Thiên hoàng Go-Sanjō và Fujiwara Shigeko (藤原茂子; Đằng Nguyên Mậu Tử). Khi còn là Thân vương, ông tỏ ra khá lạnh nhạt với cha mình. Đến khi cha lên ngôi, ông tuyên bố trở thành Hoàng tử và đến năm 1069 thì được cha phong làm Thái tử.

## Lên ngôi Thiên hoàng
Năm Duyên Lâu thứ 4, vào ngày thứ 8 của tháng Chạp (tức ngày 18 tháng 1 năm 1073); Thiên hoàng Go-Sanjō thoái vị; và ngay sau đó, Thái tử Sadahito đã lên ngôi (''sokui ''). Ông lấy hiệu là Bạch Hà (白河), đổi niên hiệu của cha thành niên hiệu Diên Cửu (延久; Enkyū).
Ngay sau khi lên ngôi, ông tiếp tục chính sách Viện chính của cha. Thiên hoàng đã quản lý chặt chẽ các trang viên, cho hai con của Minamoto Morofusa làm Tả đại thần, Hữu đại thần khiến thế lực của dòng họ Fujiwara ngày càng suy yếu thêm. Cũng trong thời gian tại ngôi, Thiên hoàng Shirakawa thường xuyên thăm viếng (thậm chí là cho trùng tu) nhiều ngôi chùa Phật giáo như Kiyomizu-dera, Fushimi Inari Taisha- tại chân núi Fushimi và Đền Yasaka (1079); Hosshō-ji (1083)... Thời ông trị vì, ngôi chùa Miidera bị các tu sĩ quá khích đốt cháy hai lần (trong năm 1081)
Năm Ứng Đức thứ 4 (1087), ngày 3 tháng 1, Thiên hoàng Shirakawa thoái vị, nhường ngôi cho con trai thứ mới 8 tuổi là Thân vương Taruhito. Thân vương sẽ lên ngôi, lấy hiệu là Thiên hoàng Horikawa.

## Sau khi thoái vị
Sau khi rời ngôi Thiên hoàng, Shirakawa trở thành Thái thượng hoàng ở tuổi 34. Thượng hoàng ngự tại Viện (In) giúp Thiên hoàng còn nhỏ tuổi điều hành chính sự nên thời kỳ Thượng hoàng nắm thực quyền được gọi là Insei (Viện chính). Theo chế độ Viện chính, Thượng hoàng sẽ không can thiệp vào vấn đề triều chính mà để cho Thái chính quan đảm nhiệm. Với các vấn đề hệ trọng, Thượng hoàng sẽ trực tiếp mở hội nghị để thảo luận với các thành viên do ông chỉ định. Ông sẽ là người kết luận cuối cùng. Các mệnh lệnh do Thượng hoàng bán ra có quyền lực cao hơn chiếu (mikotonori) của Thiên hoàng và hạ văn (kudashibumi) của Nhiếp chính đại thần.
Với quyền lực tối cao như vậy, Thái thượng hoàng sẵn sàng cạnh tranh quyền lực với các Thiên hoàng kế nhiệm nhằm củng cố chế độ Viện chính. Sau khi xuống tóc đi tu và trở thành Pháp hoàng, Shirakawa ngày càng độc đoán. Ông thẳng tay phế truất Thiên hoàng Toba (1107 - 1123) và buộc phải nhường ngôi cho Thiên hoàng Sutoku để điều hành chính sự. Ông cũng tổ chức và vũ trang một busidan giữ vai trò canh giữ biệt điện của ông. Họ là những Hokumen no bushi (Bắc diện vũ sĩ) nôm na là ngự lâm quân được cắt giữ phía bắc cung điện. Như vậy, trên thực chất, ông đã biết củng cố thế lực của viện chính.
Shirakawa có nhiều hoạt động để tăng cường quyền lực của Hoàng gia. Ngoài việc tập trung quyền lực (chế độ Viện chính), Shirakawa tiếp tục chính sách "chỉnh lý trang viên" của cha mình để lại. Ông ban hành các đạo luật để quản lý chặt chẽ các trang viên của các dòng họ quý tộc lớn (họ Fujiwara), khiến họ phải ký thác ruộng cho triều đình và chùa chiền. Chính sách này của ông được họ Taira và giới võ sĩ ủng hộ.
Là người mộ đạo, ông cho xây dựng rất nhiều chùa: Hosshôji (Pháp Thắng Tự), 6 ngôi chùa được dựng lên với tên đều có chữ "Thắng", thường được gọi chung là Rokushôji (Lục Thắng Tự). Hơn nữa, Shirakawa nhiều lần đi hành hương trong xứ Kii ở vùng Kumano hay núi Kōyasan, những di tích và thắng cảnh có tính tôn giáo, lại tổ chức những trai đàn, pháp hội (hōe).
Trong khi cho xây cất những ly cung biệt điện ở ngoại thành Kyōto, để có tiền chi phí, các Thiên hoàng Shirakawa và Toba đã không ngần ngại bán cả chức tước để có đủ ngân sách. Đến đời Pháp hoàng Go Shirakawa, vị vua tài hoa này đã cho thu thập những bài hát dân gian lưu hành đương thời để làm thành ra tập bài ca (kayō, "ca dao") nhan đề Ryōjin Hishō (Lương Trần Bí Sao) gồm các thể điệu imayō (kim dạng=ca khúc đời mới) hay saibara (thôi mã nhạc) hát đồng ca với nhiều nhạc khí.

## Công khanh
- Quan bạch: Fujiwara Norimichi, 997-1075.
- Quan bạch: Fujiwara Morozane, 1042-1101.
- Tả đại thần: Fujiwara Morozane.
- Nội đại thần: Fujiwara Moroomichi, 1062-1099.
- Đại nạp ngôn: Minamoto no Takakune.

## Niên hiệu
- Diên Cửu (延久;えんきゅう (Enkyū) 1069-1074)
- Thừa Bảo (承保;じょうほう (Jōhō) 1074-1077)
- Thừa Lịch (承曆;じょうりゃく (Jōryaku) 1077-1081)
- Vĩnh Bảo (永保;えいほう (Eihō) 1081-1084)
- Ứng Đức (應德;おうとく (Ōtoku)1084-1087)

## Gia đình
- Thân phụ: Thiên hoàng Go-Sanjō (Hậu Tam Điều Thiên hoàng)
- Thân mẫu: Fujiwara Shigeko (藤原茂子; Đằng Nguyên Mậu Tử)
- Trung cung: Fujiwara no Kenshi (藤原賢子; Đằng Nguyên Hiền Tử; 1057 - 1084), con gái của Minamoto no Akifusa (源顕房), dưỡng nữ của Fujiwara no Morozane (藤原師実).

1. Hoàng trưởng tử: Đôn Văn thân vương (敦文親王;あつふみしんのう 1075 - 1077)
2. Hoàng trưởng nữ: Thị Tử Nội thân vương (媞子内亲王;ていし（やすこ; 1076 - 1096), pháp hiệu Ức Phương môn viện (郁芳們院).
3. Hoàng tam nữ: Lệnh Tử Nội thân vương (令子內親王;れいしないしんのう; 1078 - 1144), còn gọi Nhị Điều Đại cung (二条大宮).
4. Hoàng tam tử: Thiện Nhân Thân vương (善仁親王), tức Thiên hoàng Horikawa.
5. Hoàng tứ nữ: Chân Tử Nội thân vương (禛子内親王; 1081 - 1156), pháp hiệu Thổ Ngự Môn trai viện (土御門齋院).

- Nữ ngự: Fujiwara Michiko (藤原道子; Đằng Nguyên Đạo Tử; 1042 - 1132), con gái của Fujiwara no Yoshinaga (藤原能長).

1. Hoàng nhị nữ: Thiện Tử Nội thân vương (善子内親王; 1076 - 1132), còn gọi Lục Giác Trai cung (六角齋宮).

- Điển thị: Fujiwara Keiko (藤原经子; Đằng Nguyên Kinh Tử), con gái Fujiwara Keitaira (藤原経平).

1. Hoàng nhị tử: Thiệu hành Pháp Thân vương (覚行法親王;かくぎょうほっしんのう 1075 - 1105)

- Minamoto no Moroko (源師子; Nguyên Sư Tử; 1070 - 1148), con gái Minamoto no Akifusa.

1. Hoàng tứ tử: Giác Pháp Pháp Thân vương (覺法法親王;かくほうほっしんのう 1092 - 1153)

- Minamoto Yoriko (源頼子), con gái Minamoto no Yoritsuna.

1. Hoàng ngũ nữ: Cung Tử Nội thân vương (官子内親王; かんしないしんのう)

- Con gái của Fujiwara Sue Minoru.

1. Hoàng lục nữ: Tuân Tử Nội thân vương (恂子内親王; じゅんしないしんのう)

- Kasuga dono (春日殿; Xuân Nhật điện), con gái Fujiwara Shiken (藤原師兼), sau thành vợ của Fujiwara no Munemichi (藤原宗通)

1. Hoàng ngũ tử: Thánh Huệ Pháp Thân vương (聖恵法親王; しょうえほっしんのう; 1094 - 1137)

- Con gái của Minamoto Masa (源政長)

1. Hành Khánh (行慶; ぎょうけい; 1101 - 1165)

- Gion'nonyōgo (祇園女御; Kỳ Viên nữ ngự), tương truyền là mẹ (hoặc dì) của Taira no Kiyomori